# Liste der Bürgermeister von Hoeksche Waard
Dies ist die Liste der Bürgermeister der Gemeinde Hoeksche Waard in der niederländischen Provinz Zuid-Holland seit ihrer Gründung am 1. Januar 2019.
| Bürgermeister   | Bürgermeister        | Partei | Partei | Amtszeit  | Anmerkungen   |
| --------------- | -------------------- | ------ | ------ | --------- | ------------- |
|                 | Peter van der Velden |        | PvdA   | 2019      | kommissarisch |
|                 | Govert Veldhuijzen   |        | CDA    | 2019      | kommissarisch |
|                 | Jan Pieter Lokker    |        | CDA    | 2019–2020 | kommissarisch |
|                 | Bram van Hemmen      |        | CDA    | 2020–2022 | [ 4 ]         |
| Charlie Aptroot | Charlie Aptroot      |        | VVD    | 2022–2023 | kommissarisch |
|                 | Erik van Heijningen  |        | VVD    | 2023–     | kommissarisch |